# Артирівка
Арти́рівка — село в Україні, у Окнянській селищній громаді Подільського району Одеської області. Населення становить 266 осіб.

## Географія
Селом протікає річка Ягорлик ліва притока Дністра.

## Історія
Під час організованого радянською владою Голодомору 1932—1933 років померло щонайменше 4 жителі села.
Колишній орган місцевого самоврядування — Довжанська сільська рада.
12 червня 2020 року, відповідно до Розпорядження Кабінету Міністрів України від № 724-р «Про визначення адміністративних центрів та затвердження територій територіальних громад Одеської області», увійшло до складу Окнянської селищної територіальної громади.
19 липня 2020 року, в результаті адміністративно-територіальної реформи і ліквідації Окнянського району, село увійшло до складу новоутвореного Подільського району.

## Населення
Згідно з переписом УРСР 1989 року чисельність наявного населення села становила 281 особа, з яких 124 чоловіки та 157 жінок.
За переписом населення України 2001 року в селі мешкало 266 осіб.

### Мова
Розподіл населення за рідною мовою за даними перепису 2001 року:
| Мова       | Відсоток |
| ---------- | -------- |
| українська | 89,85 %  |
| румунська  | 8,27 %   |
| російська  | 1,88 %   |